# Halleux (La Roche-en-Ardenne)
Pour les articles homonymes, voir Halleux.
Halleux (en wallon Les Haloes) est une section de la ville belge de La Roche-en-Ardenne située en Wallonie dans la province de Luxembourg.
C'était une commune à part entière avant la fusion des communes de 1977.
Halleux n'était une commune de la province de Luxembourg que depuis 1839. Elle faisait partie avant cela du département de Sambre-et-Meuse. Elle comprenait également la dépendance de Petit-Halleux.

## Évolution démographique
- Source: DGS, 1831 à 1970=recensements population, 1976= habitants au 31 décembre